# Pavel Čiháček
Pavel Čiháček (* 23. Juni 1987) ist ein tschechischer Skibobfahrer. Mit 24 Weltmeistertiteln und mehr als 40 Weltcupsiegen gehört er zu den erfolgreichsten Athleten der nichtolympischen Sportart. Zwischen 2017 und 2024 gewann er sechsmal den Skibob-Gesamtweltcup.

## Biografie
Pavel Čiháček wuchs in Dobruška auf. Im Alter von zehn Jahren begann der Sohn eines begeisterten Motocross-Fahrers unter Anleitung von Karel Baláček mit dem Skibobsport. Bereits zwei Jahre später gewann er im Rahmen der tschechischen Meisterschaften seine erste Medaille. In der Saison 2004/05 belegte er hinter seinem Landsmann Aleš Houser Platz zwei in der Jugend-Europacup-Gesamtwertung. Im folgenden Winter entschied er den Europacup für sich, indem er acht von neun Rennen gewann. Bei Juniorenweltmeisterschaften holte er insgesamt drei Gold-, eine Silber- und zwei Bronzemedaillen in allen Disziplinen.
Am 13. Januar 2007 gab Čiháček im Riesenslalom am Kühtai sein Debüt im Skibob-Weltcup und schaffte als Neunter gleich ein achtbares Resultat. In der Weltcup-Gesamtwertung belegte er wie auch im folgenden Jahr Platz acht. Nachdem er am Kühtai den ersten Weltcupsieg gefeiert hatte, nahm er 2009 in Ustroń erstmals an Weltmeisterschaften teil und gewann auf Anhieb zweimal Silber – jeweils hinter seinem Mentor David Krejčí – und einmal Bronze. Im Gesamtweltcup wurde er Dritter. Drei Jahre später gelang ihm bei den Weltmeisterschaften in Deštné v Orlických horách und Aigen im Mühlkreis mit drei Goldmedaillen der endgültige Durchbruch. Während er im Weltcup nur bei ausgewählten Rennen an den Start ging, konnte er seine WM-Titel in Bad Hofgastein erfolgreich verteidigen. Bei den Weltmeisterschaften 2016 in Deštné holte er im Riesenslalom eine weitere Goldmedaille.
Im Winter 2016/17 sicherte sich Čiháček erstmals den Gewinn des Gesamtweltcups. Mit neun Siegen erreichte er eine Gesamtpunktezahl von 296 und distanzierte den zweitplatzierten Österreicher Gerhard Hauer junior um 92 Punkte. Darüber hinaus gewann er im Rahmen der Weltmeisterschaften in Grächen erstmals alle vier Goldmedaillen. Dies gelang ihm auch bei den folgenden beiden Veranstaltungen in Lenggries und auf dem Nassfeld, womit er neun WM-Rennen (inklusive der Kombinationswertungen zwölf WM-Entscheidungen) in Folge ungeschlagen blieb. Nach einer COVID-bedingten Rennpause verlor er seine Titel im Super-G und Riesenslalom 2022 auf dem Stuhleck an den Österreicher Joachim Knauß. Im Slalom sowie in der Kombinationswertung blieb er hingegen siegreich. Auch im Gesamtweltcup, den er dreimal hintereinander verteidigen konnte, blieb der von Rekordweltmeister Markus Moser trainierte Tscheche tonangebend. Bei den Weltmeisterschaften in Grächen gewann er im Riesenslalom und in der Kombination zwei weitere Goldmedaillen. 2025 musste er sich in Lenggries zweimal Knauß geschlagen geben, holte aber im Slalom seine insgesamt 24. Goldmedaille.
Pavel Čiháček lebt mit seiner langjährigen österreichischen Lebensgefährtin im Bundesland Salzburg. Er ist Vater eines 2022 geborenen Sohnes und arbeitet als Co-Geschäftsführer eines Unternehmens in Bruck an der Großglocknerstraße. Zudem ist er für die Fédération Internationale de Skibob (FISB) als Beauftragter für die slawischsprachigen Länder tätig.

## Erfolge

### Weltmeisterschaften
- Ustroń 2009: 2. Super-G, 2. Riesenslalom, 3. Kombination
- Nauders 2011: 4. Kombination, 5. Slalom, 6. Super-G, 9. Riesenslalom
- Aigen im Mühlkreis/Deštné  v Orlických horách 2012: 1. Super-G, 1. Riesenslalom, 1. Kombination, 2. Slalom
- Bad Hofgastein 2013: 1. Super-G, 1. Riesenslalom, 1. Kombination, 3. Slalom
- Spital am Semmering 2014: 2. Super-G, 3. Slalom, 12. Kombination, 16. Riesenslalom
- Deštné v Orlických horách 2016: 1. Riesenslalom, 2. Super-G
- Grächen 2017: 1. Super-G, 1. Riesenslalom, 1. Slalom, 1. Kombination
- Lenggries 2018: 1. Super-G, 1. Riesenslalom, 1. Slalom, 1. Kombination
- Nassfeld 2019: 1. Super-G, 1. Riesenslalom, 1. Slalom, 1. Kombination
- Stuhleck 2022: 1. Slalom, 1. Kombination, 2. Super-G, 2. Riesenslalom
- Grächen 2023: 1. Riesenslalom, 1. Kombination, 2. Slalom, 3. Super-G
- Lenggries 2025: 1. Slalom, 2. Riesenslalom, 2. Kombination, 3. Super-G

### Weltcup-Platzierungen
| Saison   | Platz           | Punkte          |
| -------- | --------------- | --------------- |
| 2006/07  | 8.              | 51              |
| 2007/08  | 8.              | 71              |
| 2008/09  | 3.              | 130             |
| 2009/10  | 11.             | 35              |
| 2010/11  | 17.             | 28              |
| 2011/ 12 | 7.              | 62              |
| 2012/13  | 7.              | 72              |
| 2013/14  | 2.              | 98              |
| 2015/16  | 11.             | 31              |
| 2016/17  | 1.              | 296             |
| 2017/18  | 1.              | 235             |
| 2018/19  | 2.              | 195             |
| 2019/20  | 1.              | 120             |
| 2020/21  | Saison abgesagt | Saison abgesagt |
| 2021/22  | 1.              | 126             |
| 2022/23  | 1.              | 92              |
| 2023/24  | 1.              | 104             |

### Weltcupsiege
- 60 Podestplätze, davon 42 Siege:

| Datum             | Ort                        | Land        | Disziplin         |
| ----------------- | -------------------------- | ----------- | ----------------- |
| 7. Dezember 2008  | Kühtai                     | Österreich  | Super-G           |
| 9. März 2012      | Aigen im Mühlkreis         | Österreich  | Riesenslalom      |
| 2. Februar 2014   | St. Valentin auf der Haide | Italien     | Riesenslalom      |
| 14. März 2014     | Jablonec nad Jizerou       | Tschechien  | Riesenslalom      |
| 23. Januar 2016   | Kleinlobming               | Österreich  | Slalom            |
| 8. Januar 2017    | Jablonec nad Jizerou       | Tschechien  | Riesenslalom      |
| 27. Januar 2017   | Val d’Arly                 | Frankreich  | Slalom            |
| 28. Januar 2017   | Val d’Arly                 | Frankreich  | Riesenslalom      |
| 17. Februar 2017  | Bad Leonfelden             | Österreich  | Riesenslalom      |
| 18. Februar 2017  | Bad Leonfelden             | Österreich  | Slalom            |
| 24. Februar 2017  | Kleinlobming               | Österreich  | Parallelslalom    |
| 11. März 2017     | Nassfeld                   | Österreich  | Riesenslalom      |
| 11. März 2017     | Nassfeld                   | Österreich  | Super-G           |
| 11. März 2017     | Nassfeld                   | Österreich  | Super-Kombination |
| 19. Januar 2018   | Kleinlobming               | Österreich  | Parallelslalom    |
| 20. Januar 2018   | Kleinlobming               | Österreich  | Slalom            |
| 2. Februar 2018   | Val d’Arly                 | Frankreich  | Slalom            |
| 3. Februar 2018   | Val d’Arly                 | Frankreich  | Riesenslalom      |
| 11. Februar 2018  | Nauders                    | Österreich  | Super-G           |
| 11. Februar 2018  | Nauders                    | Österreich  | Super-G           |
| 9. März 2018      | Nassfeld                   | Österreich  | Super-Kombination |
| 10. März 2018     | Nassfeld                   | Österreich  | Slalom            |
| 2. Februar 2019   | Kleinlobming               | Österreich  | Slalom            |
| 2. Februar 2019   | Kleinlobming               | Österreich  | Slalom            |
| 9. Februar 2019   | Bischofsmais               | Deutschland | Slalom            |
| 10. Februar 2019  | Bischofsmais               | Deutschland | Super-G           |
| 16. Februar 2019  | Weißbriach                 | Österreich  | Parallelslalom    |
| 1. März 2019      | Paseky nad Jizerou         | Tschechien  | Riesenslalom      |
| 2. März 2019      | Paseky nad Jizerou         | Tschechien  | Riesenslalom      |
| 31. Januar 2020   | Val d’Arly                 | Frankreich  | Slalom            |
| 1. Februar 2020   | Val d’Arly                 | Frankreich  | Riesenslalom      |
| 15. Februar 2020  | Weißensee                  | Österreich  | Riesenslalom      |
| 16. Februar 2020  | Weißensee                  | Österreich  | Slalom            |
| 12. Februar 2022  | Weißbriach                 | Österreich  | Slalom            |
| 19. März 2022     | Nassfeld                   | Österreich  | Super-G           |
| 19. März 2022     | Nassfeld                   | Österreich  | Riesenslalom      |
| 3. März 2023      | Paseky nad Jizerou         | Tschechien  | Super-G           |
| 4. März 2023      | Paseky nad Jizerou         | Tschechien  | Slalom            |
| 27. Januar 2024   | Deštné v Orlických horách  | Tschechien  | Riesenslalom      |
| 15. März 2024     | Nassfeld                   | Österreich  | Riesenslalom      |
| 16. März 2024     | Nassfeld                   | Österreich  | Slalom            |
| 22. Dezember 2024 | Nassfeld                   | Österreich  | Slalom            |

### Juniorenweltmeisterschaften
- Lungötz 2005: 1. Super-G, 3. Riesenslalom, 3. Kombination, 4. Slalom
- Grächen 2006: 1. Abfahrt, 1. Riesenslalom, 2. Super-G, 7. Kombination, 8. Slalom

### Weitere Erfolge
- Gesamtsieg im Jugend-Europacup 2005/06
- mehrere tschechische Staatsmeistertitel in allen Disziplinen